# Himantura signifer
Himantura signifer är en rockeart som beskrevs av Compagno och Roberts 1982. Himantura signifer ingår i släktet Himantura och familjen spjutrockor. IUCN kategoriserar arten globalt som starkt hotad. Inga underarter finns listade i Catalogue of Life.